# 66939 Franscini
66939 Franscini este un asteroid din centura principală de asteroizi.

## Descriere
66939 Franscini este un asteroid din centura principală de asteroizi. A fost descoperit pe 28 noiembrie 1999 la Gnosca de Stefano Sposetti. Asteroidul prezintă o orbită caracterizată de o semiaxă mare de 2,96 ua, o excentricitate de 0,07 și o înclinație de 10,6° în raport cu ecliptica.